# Paragon (Indiana)
Paragon è un comune degli Stati Uniti d'America, situato nello Stato dell'Indiana, diviso tra la contea di Morgan.